# ジョー・バイデン内閣

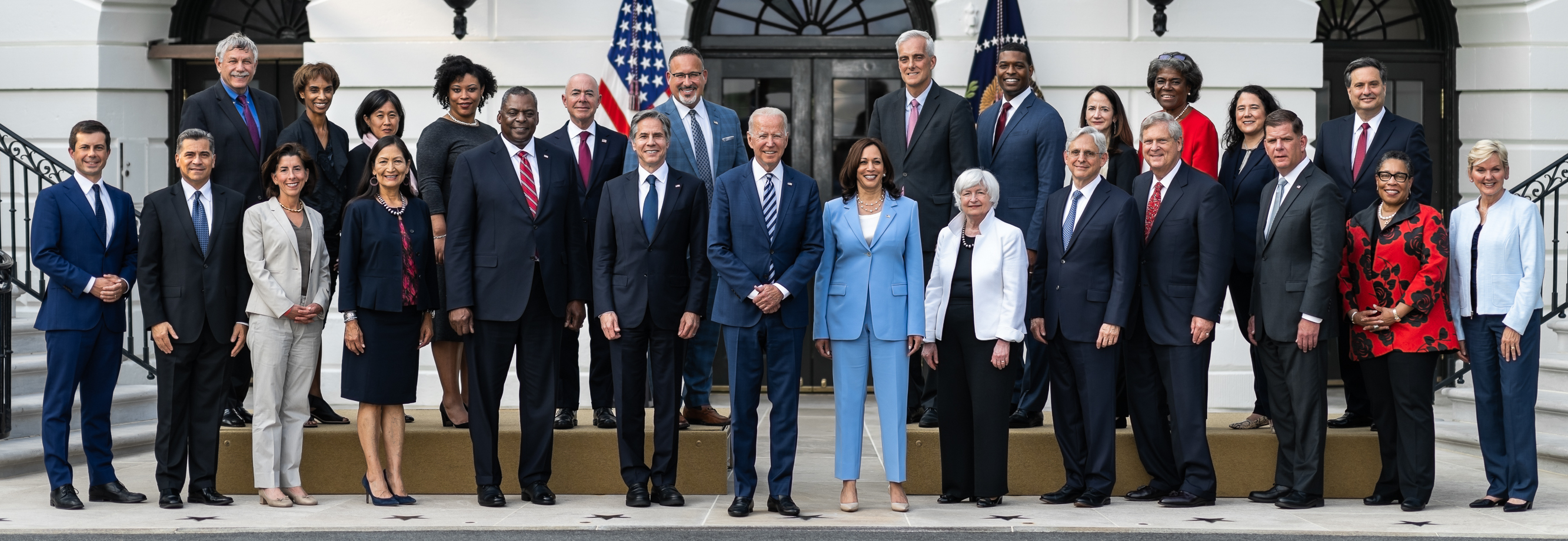
ジョー・バイデン大統領とその内閣
（2021年7月20日撮影）

ジョー・バイデン内閣（ジョー・バイデンないかく、英: Cabinet of Joe Biden）は、第46代アメリカ合衆国大統領ジョー・バイデン政権における内閣。アメリカ合衆国の内閣は、副大統領や各省長官（閣僚）、及び閣僚級高官で構成される行政府で、大統領顧問団とも呼称される。

## 概説
2020年11月3日に執行されたアメリカ合衆国大統領選挙は接戦となり、11月7日には主要メディアが民主党候補であるジョー・バイデン前副大統領の当選確実を報じバイデンが事実上の勝利宣言を行ったが、現職大統領で共和党候補のドナルド・トランプは敗北を認めず、選挙には不正があったと主張し法廷闘争を開始した。これに合わせトランプはバイデンに対する政権移行手続きも認めなかったため、バイデン陣営は政権の引き継ぎ作業に必要な重要情報へのアクセスが認められなかった。一方で新政権構築も同時に進められ、11月11日にバイデンが長年の側近であるロン・クレインを大統領首席補佐官に指名したことを皮切りに、閣僚人事を随時発表していった。
2020年11月23日にトランプが移行手続き自体は認めたため、移行手続きの権限を持つ一般調達局(GSA)も関連予算の執行を認めた。12月4日に選挙人による投票が執行され、バイデンは過半数の306票を獲得し正式に当選。2021年1月7日に上下院による合同会議で投票内容が承認され、バイデンの当選が最終確定した。しかし大統領選挙の結果について与野党間の混乱が長引いたほか、上院2議席の決選投票が1月5日に執行された影響で新閣僚の人事案承認に必要な上院の審議開始が大幅に遅れ、アントニー・ブリンケン（国務長官）、ロイド・オースティン（国防長官）、ジャネット・イエレン（財務長官）らの人事案を審議するための上院委員会の公聴会は、バイデンの就任宣誓が行われる前日の1月19日になってやっと開始するという有様だった。このためバイデンの就任宣誓が行われた1月20日時点では承認された閣僚が一人もいないという異例の政権スタートを余儀なくされ、バイデンは20日に各職務を代行する代理者を指定し発表した（一覧は後述）。閣僚の承認第1号は国家情報長官のアヴリル・ヘインズで、政権発足初日の1月20日に上院で承認され、翌21日に就任した。
バイデン就任直前にはトランプに対する大統領弾劾裁判の審議が上院で控えていたため、さらなる審議の遅れが懸念されていた。3月23日にようやくすべての閣僚が就任宣誓までを終えた。閣僚級人事は行政管理予算局長が最後まで残り、2022年3月15日にようやく宣誓まで終えた。
バイデン内閣では科学技術政策局局長が史上初めて閣僚級に格上げされたことが特徴である。科学を軽視する傾向が見られたトランプ前政権とは一線を画すものとされた。
2025年1月20日にドナルド・トランプが後継の大統領に就任し、バイデン政権は終焉を迎えた。

## 閣僚・閣僚級高官
以下の表中、「順」は、大統領権限継承順位を示す。表中にない第2位、第3位は、それぞれ下院議長、上院仮議長である。画像の列のソートボタンで元の順序に戻る。エネルギー長官のジェニファー・グランホルム、国土安全保障長官のアレハンドロ・マヨルカスはともにアメリカ出生ではないため、大統領となる資格がなく継承順位を持たない。

### 閣僚
| 順 | 省             | 長官 | 現職                       | 肖像 | 就任日                                                                                       |
| -- | -------------- | --- | -------------------------- | ---- | -------------------------------------------------------------------------------------------- |
| 4  | 国務省         | 国務長官 (合衆国法典第22編第2651a条 22 U.S.C. § 2651a)                                                   | アントニー・ブリンケン     | 01/  | 2020年11月23日発表 2021年1月26日承認 同日就任                                                |
| 5  | 財務省         | 財務長官 (合衆国法典第31編第301条 31 U.S.C. § 301)                                                       | ジャネット・イエレン       | 02/  | 2020年11月30日発表 2021年1月25日承認 2021年1月26日就任                                       |
| 6  | 国防総省       | 国防長官 (合衆国法典第10編第113条 10 U.S.C. § 113)                                                       | ロイド・オースティン       | 03/  | 2020年12月8日発表 2021年1月22日承認 同日就任                                                 |
| 7  | 司法省         | 司法長官 (合衆国法典第28編第503条 28 U.S.C. § 503)                                                       | メリック・ガーランド       | 04/  | 2021年1月7日発表 2021年3月10日承認 2021年3月11日就任                                         |
| 8  | 内務省         | 内務長官 (合衆国法典第43編第1451条 43 U.S.C. § 1451)                                                     | デブ・ハーランド           | 05/  | 2020年12月17日発表 2021年3月15日承認 2021年3月16日就任                                       |
| 9  | 農務省         | 農務長官 (合衆国法典第7編第2202条 7 U.S.C. § 2202)                                                       | トム・ヴィルサック         | 06/  | 2020年12月10日発表 2021年2月23日承認 2021年2月24日就任                                       |
| 10 | 商務省         | 商務長官 (合衆国法典第15編第1501条 15 U.S.C. § 1501)                                                     | ジーナ・ライモンド         | 07/  | 2021年1月8日発表 2021年3月2日承認 2021年3月3日就任                                           |
| 11 | 労働省         | 労働長官 (合衆国法典第29編第551条 29 U.S.C. § 551)                                                       | マーティ・ウォルシュ       | 08/  | 2021年1月8日発表 2021年3月22日承認 2021年3月23日就任 2023年2月16日辞任発表 2023年3月11日退任 |
| 11 | 労働省         | 労働長官 (合衆国法典第29編第551条 29 U.S.C. § 551)                                                       | ジュリー・スー             | 08/  | 2023年2月28日発表 2023年3月11日代行就任                                                      |
| 12 | 保健福祉省     | 保健福祉長官 (Reorganization Plan No. 1 of 1953, 67 Stat. 631 合衆国法典第42編第3501条 42 U.S.C. § 3501) | ハビエル・ベセラ           | 09/  | 2020年12月7日発表 2021年3月18日承認 2021年3月19日就任                                        |
| 13 | 住宅都市開発省 | 住宅都市開発長官 (合衆国法典第42編第3532条 42 U.S.C. § 3532)                                             | マルシア・ファッジ         | 10/  | 2020年12月10日発表 2021年3月10日承認 同日就任 2024年3月11日退任表明 2024年3月22日退任        |
| 13 | 住宅都市開発省 | 住宅都市開発長官 (合衆国法典第42編第3532条 42 U.S.C. § 3532)                                             | エイドリアンヌ・トッドマン | 10/  | 2024年3月22日代行就任                                                                        |
| 14 | 運輸省         | 運輸長官 (合衆国法典第49編第102条 49 U.S.C. § 102)                                                       | ピート・ブティジェッジ     | 11/  | 2020年12月15日発表 2021年2月2日承認 2021年2月3日就任                                         |
| -  | エネルギー省   | エネルギー長官 (合衆国法典第42編第7131条 42 U.S.C. § 7131)                                               | ジェニファー・グランホルム | 12/  | 2020年12月17日発表 2021年2月25日承認 同日就任                                                |
| 15 | 教育省         | 教育長官 (合衆国法典第20編第3411条 20 U.S.C. § 3411)                                                     | ミゲル・カルドナ           | 13/  | 2020年12月22日発表 2021年3月1日承認 2021年3月2日就任                                         |
| 16 | 退役軍人省     | 退役軍人長官 (合衆国法典第38編第303条 38 U.S.C. § 303)                                                   | デニス・マクドノー         | 14/  | 2020年12月10日発表 2021年2月8日承認 2021年2月9日就任                                         |
| -  | 国土安全保障省 | 国土安全保障長官 (合衆国法典第6編第112条 6 U.S.C. § 112)                                                 | アレハンドロ・マヨルカス   | 15/  | 2020年11月23日発表 2021年2月2日承認 同日就任                                                 |

### 閣僚級高官
| 順 | 行政機関       | 役職                 | 現職                               | 肖像 | 就任日                                                                      |
| -- | -------------- | -------------------- | ---------------------------------- | ---- | --------------------------------------------------------------------------- |
| 1  | 副大統領府     | 副大統領             | カマラ・ハリス                     | 01/  | 2021年1月20日                                                               |
| -  | 環境保護庁     | 環境保護庁長官       | マイケル・リーガン                 | 02/  | 2020年12月17日発表 2021年3月10日承認 2021年3月11日就任                      |
| -  | 行政管理予算局 | 行政管理予算局長     | シャランダ・ヤング                 | 03/  | 2021年3月24日局長代行就任 2022年3月15日承認                                 |
| -  | 国家情報長官室 | 国家情報長官         | アヴリル・ヘインズ                 | 04/  | 2020年11月23日発表 2021年1月20日承認 2021年1月21日就任                      |
| -  | 中央情報局     | 中央情報局長官       | ウィリアム・ジョセフ・バーンズ     | 10/  | 2021年1月11日発表 2021年3月18日承認 2021年3月19日就任 2023年7月22日昇格     |
| -  | 通商代表部     | 通商代表             | キャサリン・タイ                   | 05/  | 2020年12月10日発表 2021年3月17日承認 2021年3月18日就任                      |
| -  | 国務省         | 国連大使             | リンダ・トマス＝グリーンフィールド | 06/  | 2020年11月23日発表 2021年2月23日承認 2021年2月25日就任                      |
| -  | 経済諮問委員会 | 経済諮問委員会委員長 | セシリア・ラウズ                   | 07/  | 2020年11月30日発表 2021年3月2日承認 2021年3月12日就任 2023年3月31日退任     |
| -  | 経済諮問委員会 | 経済諮問委員会委員長 | ジャレッド・バーンスタイン         | 07/  | 2023年2月14日発表 2023年6月13日承認 2023年7月10日就任                       |
| -  | 中小企業庁     | 中小企業庁長官       | イザベル・グスマン                 | 08/  | 2021年1月8日発表 2021年3月16日承認 2021年3月17日就任                        |
| -  | 科学技術政策局 | 科学技術政策局局長   | エリック・ランダー                 | 09/  | 2021年1月15日発表 2021年5月28日承認 2021年6月2日就任 2022年2月18日退任      |
| -  | 科学技術政策局 | 科学技術政策局局長   | アロンドラ・ネルソン 代行          | 09/  | 2022年2月18日就任 2022年10月3日退任                                         |
| -  | 科学技術政策局 | 科学技術政策局局長   | アラティ・プラバカール             | 09/  | 2022年10月3日就任                                                           |
| -  | 大統領行政府   | 大統領首席補佐官     | ロン・クレイン                     | 10/  | 2020年11月11日発表 2021年1月20日任命 2023年1月27日退任発表 2023年2月8日退任 |
| -  | 大統領行政府   | 大統領首席補佐官     | ジェフ・ザイエンツ                 | 10/  | 2023年1月27日発表 2023年2月8日任命                                          |

## 政権発足当初の内閣
先述のようにジョー・バイデン内閣は大統領宣誓の時点で、上院の承認が必要な閣僚もしくは閣僚級高官の人事がほぼ承認されていなかったため、バイデンは政権発足の1月20日に各ポストに対して職務を代行する代理者を指名した。カマラ・ハリス副大統領とロン・クレイン大統領首席補佐官は、後述の理由により政権発足当初から正規のメンバーである。
| 種別       | 職名                 | 代理者                          | 就任日         | 退任日         |
| ---------- | -------------------- | ------------------------------- | -------------- | -------------- |
| 閣僚       | 国務長官             | ダニエル・ベネット・スミス      | 2021年1月20日  | 2021年1月26日  |
| 閣僚       | 財務長官             | アンディ・バウコル              | 2021年1月20日  | 2021年1月26日  |
| 閣僚       | 国防長官             | デイヴィッド・ノークイスト      | 2021年1月20日  | 2021年1月22日  |
| 閣僚       | 司法長官             | モンティ・ウィルキンソン        | 2021年1月20日  | 2021年3月11日  |
| 閣僚       | 内務長官             | スコット・デ・ラ・ヴェガ        | 2021年1月20日  | 2021年3月16日  |
| 閣僚       | 農務長官             | ケヴィン・シェイ                | 2021年1月20日  | 2021年2月24日  |
| 閣僚       | 商務長官             | ウィン・コギンズ                | 2021年1月20日  | 2021年3月3日   |
| 閣僚       | 労働長官             | アル・スチュワート              | 2021年1月20日  | 2021年3月23日  |
| 閣僚       | 保健福祉長官         | ノリス・コクラン                | 2021年1月20日  | 2021年3月19日  |
| 閣僚       | 住宅都市開発長官     | マット・アモン                  | 2021年1月20日  | 2021年3月10日  |
| 閣僚       | 運輸長官             | ラナ・ハードル                  | 2021年1月20日  | 2021年2月3日   |
| 閣僚       | エネルギー長官       | デイヴィッド・ハイゼンガ        | 2021年1月20日  | 2021年2月25日  |
| 閣僚       | 教育長官             | フィル・ローゼンフェルト        | 2021年1月20日  | 2021年3月2日   |
| 閣僚       | 退役軍人長官         | ダット・トラン                  | 2021年1月20日  | 2021年2月9日   |
| 閣僚       | 国土安全保障長官     | デイヴィッド・ペコスキー        | 2021年1月20日  | 2021年2月2日   |
| 閣僚級高官 | 副大統領             | カマラ・ハリス                  | カマラ・ハリス | カマラ・ハリス |
| 閣僚級高官 | 環境保護庁長官       | ジェーン・トシコ・ニシダ        | 2021年1月20日  | 2021年3月11日  |
| 閣僚級高官 | 行政管理予算局長     | ロブ・フェアウェザー            | 2021年1月20日  | 2021年3月24日  |
| 閣僚級高官 | 行政管理予算局長     | シャランダ・ヤング（副局長）    | 2021年3月24日  | （現職）       |
| 閣僚級高官 | 国家情報長官         | ローラ・シャオ                  | 2021年1月20日  | 2021年1月21日  |
| 閣僚級高官 | 通商代表             | マリア・ペイガン                | 2021年1月20日  | 2021年3月18日  |
| 閣僚級高官 | 国連大使             | リチャード・M・ミルズ・ジュニア | 2021年1月20日  | 2021年2月25日  |
| 閣僚級高官 | 経済諮問委員会委員長 | （空席）                        | （空席）       | （空席）       |
| 閣僚級高官 | 中小企業庁長官       | タミ・ペリエッロ                | 2021年1月20日  | 2021年3月17日  |
| 閣僚級高官 | 科学技術政策局局長   | ケイ・コイズミ                  | 2021年1月20日  | 2021年6月2日   |
| 閣僚級高官 | 大統領首席補佐官     | ロン・クレイン                  | ロン・クレイン | ロン・クレイン |

出典：Biden names his acting Cabinet
1. ↑  2021年1月20日に宣誓し就任。
2. ↑  上院の承認を必要としない。

## 議論となった人事

### 国防長官
国防長官に指名されたロイド・オースティン元陸軍大将は、退役が2016年であり、元軍人は、文民統制の観点から退役後7年間は連邦法によって国防長官には就任できないことから、就任に向け議会において規定適用を免除された上で承認された。
しかし、トランプ政権時代のジェームズ・マティスも規定適用を除外した上で、国防長官に就任しており、特別な事情がないのに退役軍人を次々に承認すれば適用除外が当たり前の手続きになってしまうとの批判もあった。

### 行政管理予算局長
当初、バイデン政権ではニーラ・タンデンが行政管理予算局長に指名され、2020年11月30日に発表された。ところが過去にツイッターで攻撃的な投稿を繰り返していたことや、2020年大統領選挙の後にツイッターの投稿を1,000件以上削除していたことなどが議会で批判され、共和党のみならず民主党内からも就任に反発の声が挙がった。このため上院で人事案の承認を得る見通しが立たなくなり、2021年3月2日、バイデンはタンデン本人から指名辞退の申し出を受けたとして行政管理予算局長への指名を撤回した。バイデン政権で閣僚級人事案が頓挫した初のケースである。副局長に指名されていたシャランダ・ヤングの人事案が3月23日に上院で承認され、24日に宣誓して就任し、ロブ・フェアウェザーに代わって局長代理を務めることとなった。2022年3月15日、上院でヤングを局長とする人事が承認された。